# Jilin (cheval)
Pour les articles homonymes, voir Jilin (homonymie).
Le Jilin (chinois simplifié : 吉林马 ; chinois traditionnel : 吉林馬 ; pinyin : Jílín mǎ) est une race chevaline de trait et de selle originaire du Jilin, en Chine. Issue du cheval mongol local, la race est développée dans les années 1950 pour répondre aux besoins agricoles, à partir de croisements entre le cheptel d'origine et des chevaux majoritairement d'origine russe, notamment des Ardennais et des chevaux du Don. La race est officiellement reconnue par le gouvernement chinois à la fin des années 1970 et existe en deux types, un léger et un lourd. Un Jilin a toujours au minimum un quart d'origines provenant du cheval mongol. 

## Dénomination
De nombreux noms existent. La FAO signale que « Jilin » est le plus commun, mais on trouve aussi les noms « Kirin » et « Jilin d'attelage ». L'étude de l'université d'Oklahoma emploie le nom « Jielin », nom qui est signalé comme étant incorrect dans le dictionnaire de CAB International, qui signale seulement les noms de « Jilin », « Jilin d'attelage » et « Kirin » comme étant les bons.

## Histoire
Le Jilin provient des régions agricoles et semi-agricoles de Baicheng, Changchun et Sipling, toutes situées dans le Jilin, au Nord-Est de la Chine. Originellement, la population équine locale est composée en majorité de chevaux mongols chinois, de petite taille et peu adaptés aux besoins agricoles. Des croisements débutent donc en 1950, d'abord à partir de chevaux Ardennais et du Don élevés localement, puis avec des traits soviétiques, des Vladimirs et des Kabardins. Il en émerge deux types bien distincts, un léger et un lourd. 

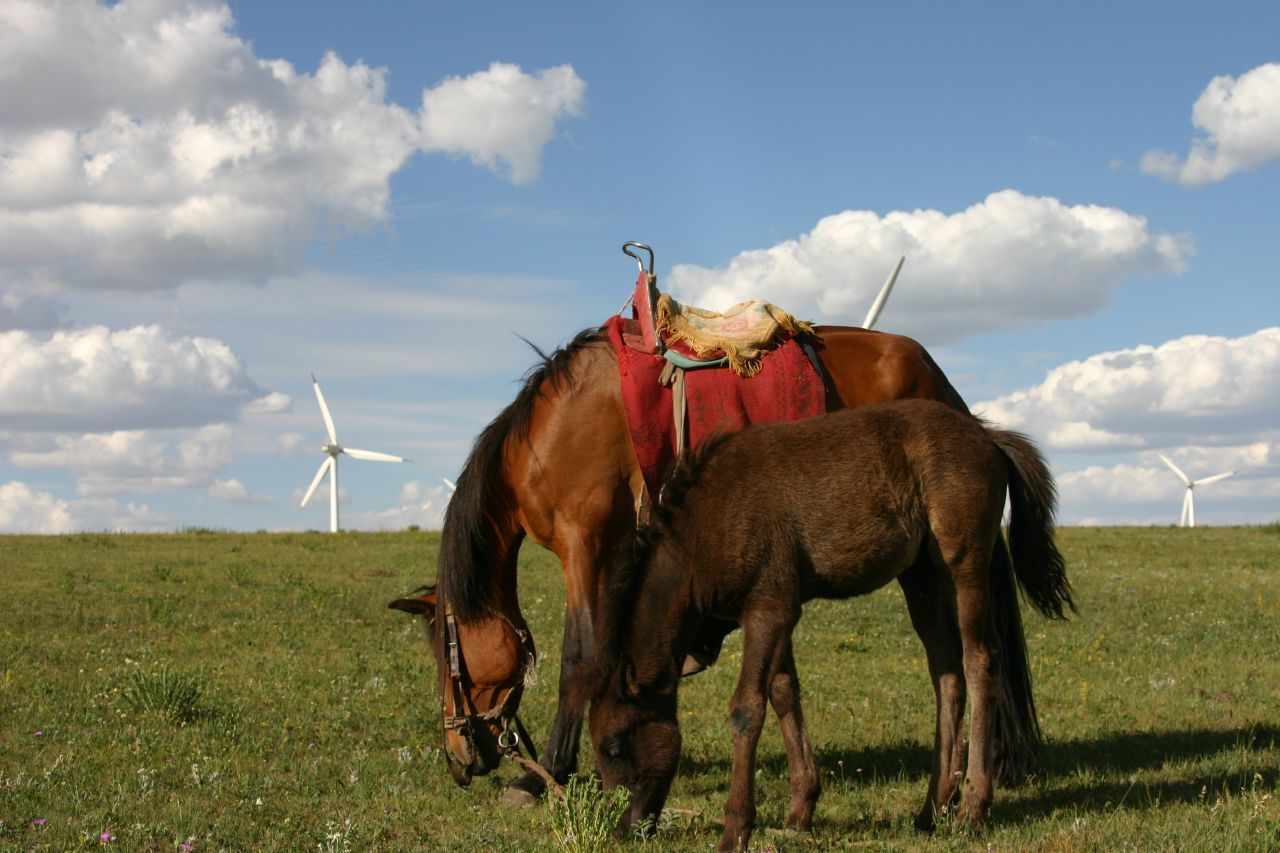
Cheval mongol chinois
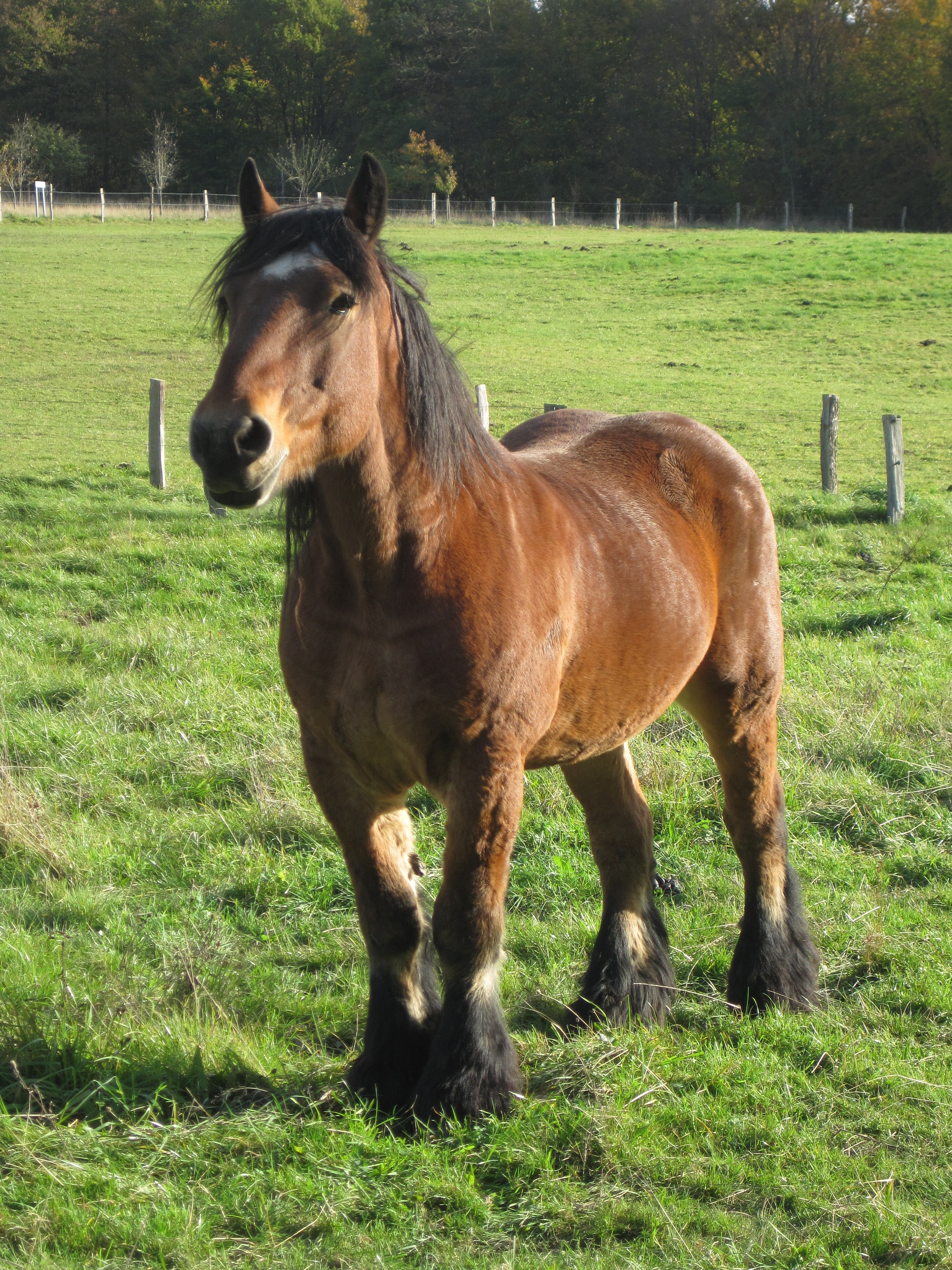
Ardennais
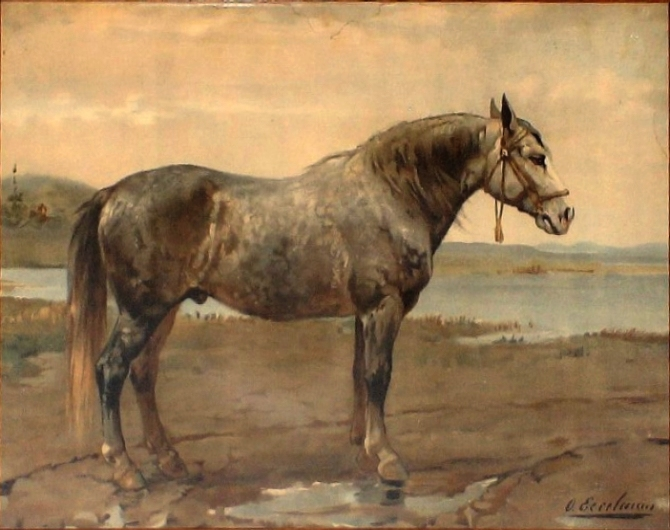
Trait soviétique
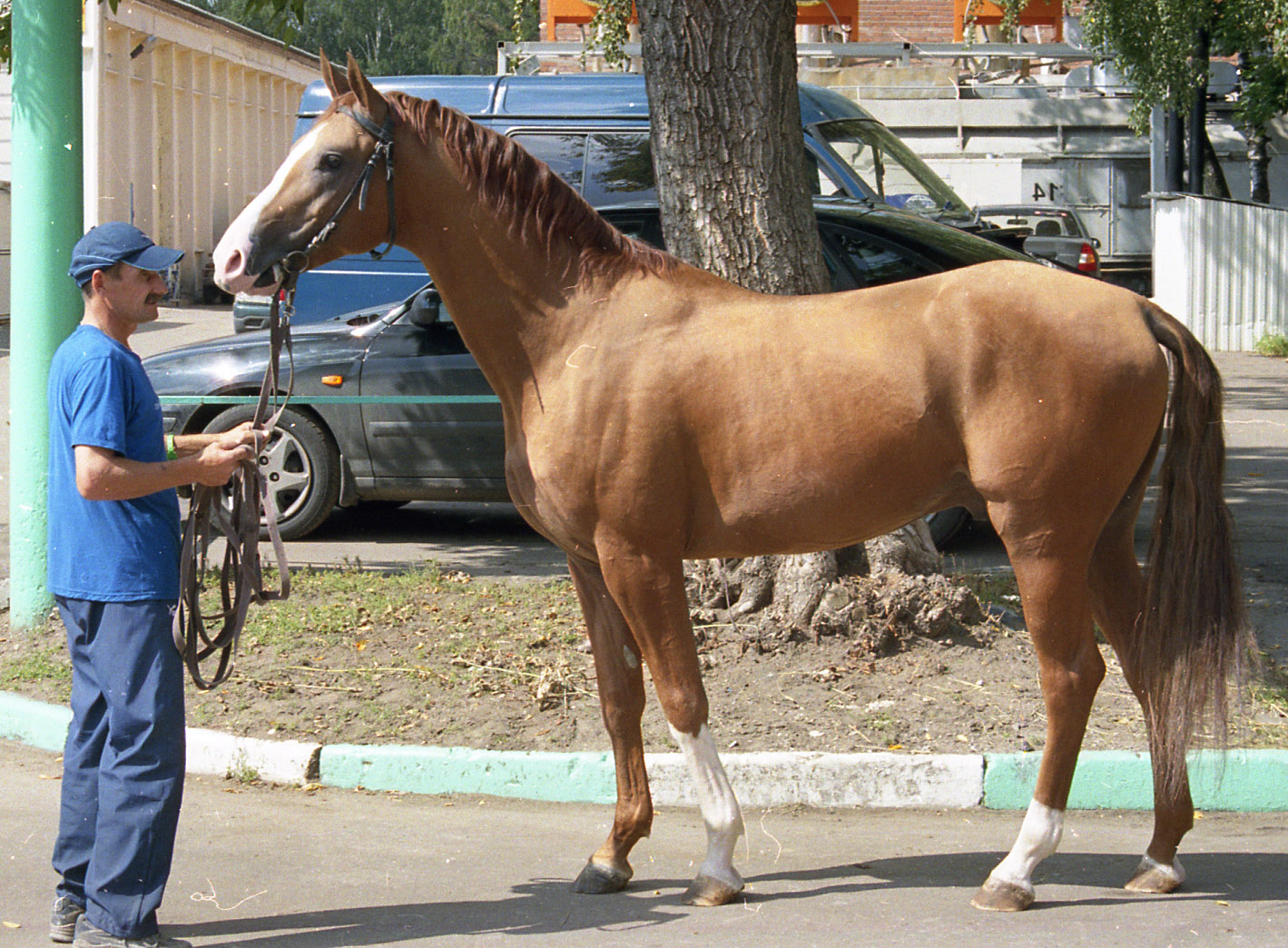
Cheval du Don
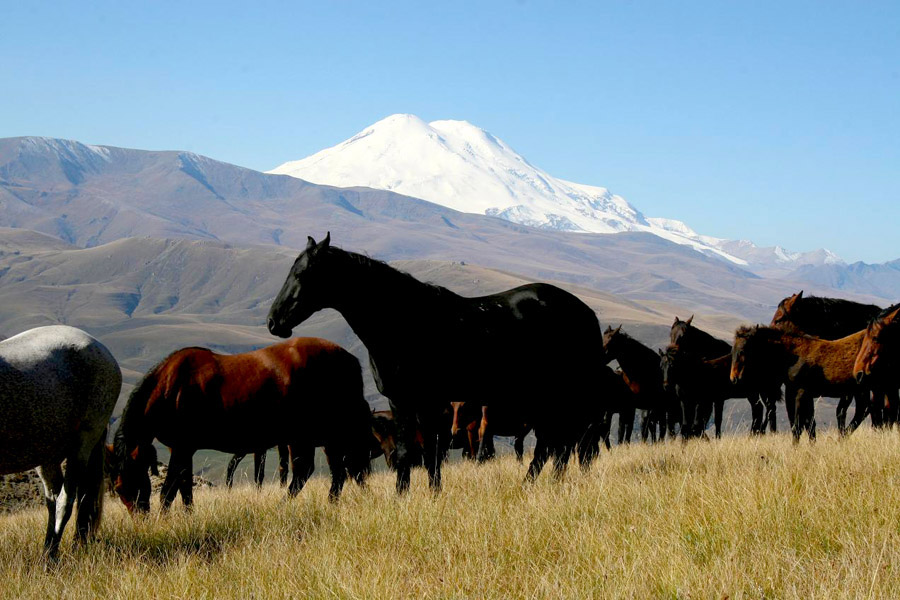
Kabardin

Par la suite, ces deux types sont à leur tour croisés entre eux, sous la houlette de l'équipe de l'université et de l'académie d'agriculture de Jilin. Depuis 1962, un étalon Su-Yi a été à son tour croisé, il en a résulté la création d'une nouvelle race à deux fins, destinée aussi bien à la selle qu'à la traction. En 1966, une nouvelle orientation dans le programme d'élevage propose de garder un minimum de 25 % de sang du cheptel mongol d'origine, soit 25 % chez les chevaux de selle et 50 % chez ceux de trait. La race est officiellement reconnue à la fin des années 1970.
Elle est néanmoins toujours considérée comme étant « en formation ».
En mars 1989, une grave épidémie de grippe A touche la région Nord-Est de la Chine et donc le cheptel, entraînant une mortalité supérieure à 20 %

## Description
Le Jilin est un cheval sélectionné pour les travaux agricoles. Sa taille moyenne est de 1,52 m pour les femelles et 1,56 m pour les mâles. L'animal présente un corps massif mais une bonne apparence générale, avec une tête de taille moyenne. Il existe toujours deux types, léger (selle) et lourd (traction), le type trait étant le plus fréquemment trouvé,.
La robe la plus fréquente est le bai, suivi par l'alezan, et plus rarement le noir.

## Utilisations
Il est principalement employé pour la traction hippomobile, il sert également d'améliorateur pour d'autres races de chevaux.

## Diffusion de l'élevage
C'est une race considérée comme commune. En 1980, l'effectif est d'environ 10 000 têtes, et en déclin. Ces chevaux sont répartis sur Baicheng, Changchun, Sipling, Fore-guorlos, Nongan, Shuangliao et Huaide. D'après l'évaluation de la FAO réalisée en 2007, ce cheval n'est pas menacé d'extinction.